# 红叶藜
红叶藜（学名：Chenopodium rubrum）是苋科藜属的植物。分布于小亚细亚、中亚、欧洲、北美以及中国大陆的黑龙江、内蒙古、宁夏、甘肃、新疆等地，生长于海拔1,000米至1,700米的地区，多生在田边、路旁及轻度盐碱地，目前尚未由人工引种栽培。